# 二乙烯基苯
二乙烯基苯是苯环的两个氢原子被乙烯基取代的化合物，有以下三种：
- 1,2-二乙烯基苯（邻二乙烯基苯）
- 1,3-二乙烯基苯（间二乙烯基苯）
- 1,4-二乙烯基苯（对二乙烯基苯）

二乙烯基苯的商品常见55%和80%两种规格。
|  | 这个同类索引页列出了具有相同或相似标题的化学条目。 除非您是有意链接至本页，否则应将相应条目的内部链接指向正确的条目。 |